# Andreas Berlin
Andreas Henricsson Berlin (Nora, provincia de Ångermanland, Suecia, 20 de mayo de 1746 - Islas de Los, Guinea, 2 de junio de 1773) fue un botánico y explorador sueco, uno de los llamados apóstoles de Linneo.

## Biografía
Hijo de Henrik Berlin y Anna Catharina Hellström, Berlin se matriculó en la Universidad de Upsala en febrero de 1765. Estudió allí con el naturalista Carlos Linneo entre 1767 y 1768 y con el profesor de medicina Jonas Sidrén entre 1768 y 1769. Defendió una tesis de botánica titulada Usus muscorum y consagrada a la utilización de los musgos. 
Viajó a Londres con una beca para encontrar una expedición botánica a la que pudiera unirse. Mientras tanto, ayudó a sir Joseph Banks y a su asistente, Daniel Solander, otro de los  llamados «apóstoles» de Linneo. 
En 1773, Berlín viajó a Guinea con el botánico inglés Henry Smeathman. El objetivo de la expedición, patrocinada por miembros de la Royal Society, era explorar la región central de África Occidental. Sin embargo, antes de llegar al continente, Berlín falleció de una enfermedad estomacal en las guineanas Islas de Los. Antes de su muerte, Berlín logró enviar algunas plantas a Linneo.

## Honores
Daniel Solander bautiza el género botánico Berlinia Sol. ex Hook.f. de la familia de Fabaceae.